# Rakalj
Rakalj (italsky Castelnuovo d'Arsa) je vesnice a přímořské letovisko v Chorvatsku v Istrijské župě, spadající pod opčinu Marčana. Nachází se asi 23 km severovýchodně od Puly. V roce 2011 zde trvale žilo 440 obyvatel.
Celá vesnice Rakalj se nachází ve vnitrozemí, má však přístup k moři; nachází se zde několik pláží, jako jsou Drinak, Kalavojna, Kamenjak, Loverica, Luka, Prašća Draga, Provaza, Salemušćica nebo Takala. V přímořské osadě Sveti Mikula se zde též zřícenina hradu Stari Rakalj a malý přístav.
Rakalj též zahrnuje osady Krase, Krčina, Prnaž, Sveti Mikula a Štrnina.